# Kryzys złożony

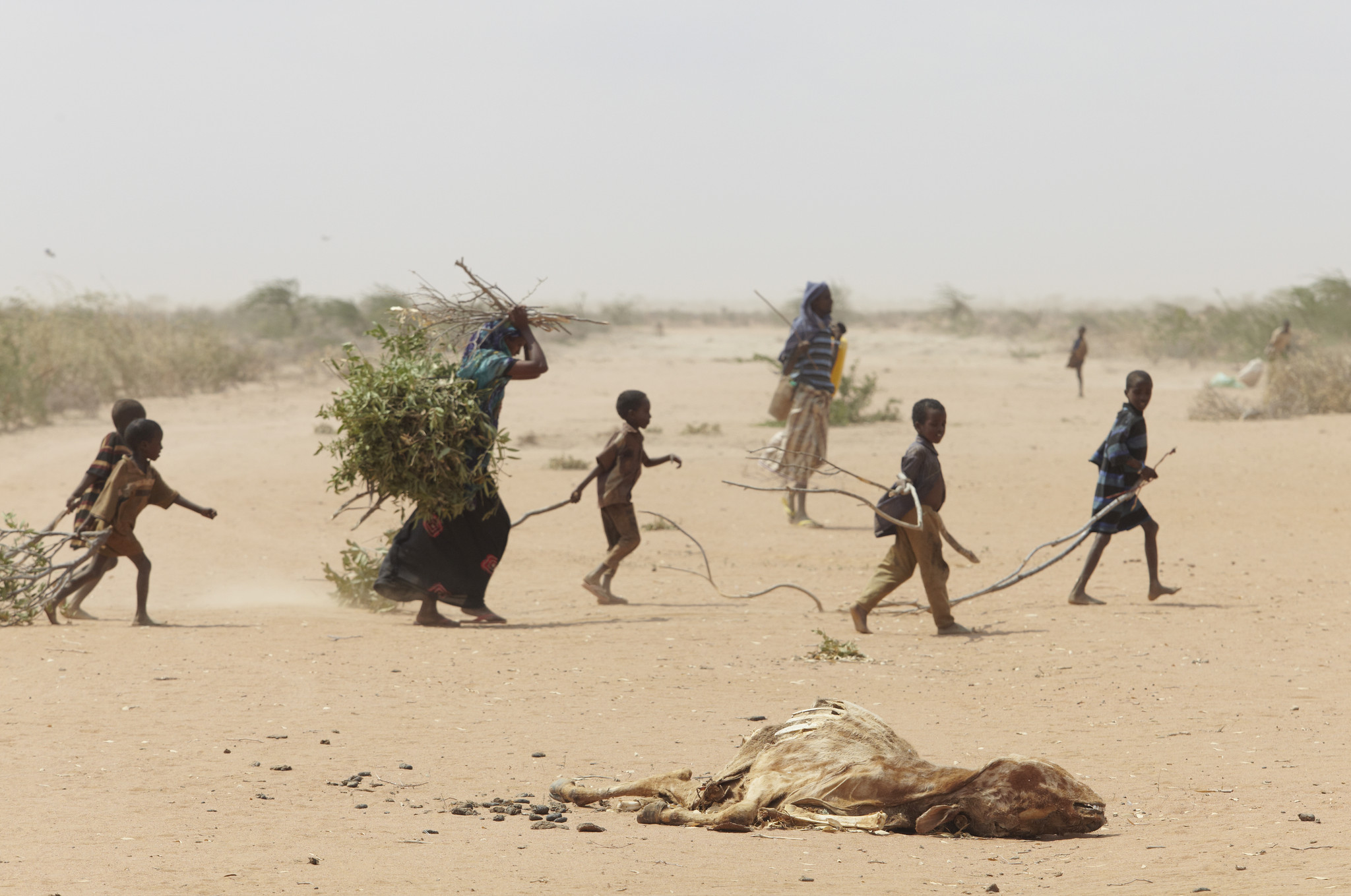
Susza i głód we wschodniej Afryce jako przykład kryzysu złożonego

Kryzys złożony (ang. complex emergency) – odmiana kryzysu humanitarnego występującego w państwie lub regionie, w którym jednocześnie istnieje poważny lub całkowity upadek władzy spowodowany konfliktem wewnętrznym lub zewnętrznym.
Kryzysy złożone wymagają najczęściej interwencji międzynarodowej. Cechy charakterystyczne kryzysów złożonych to m.in. występująca przemoc, ofiary śmiertelne, przesiedlenia ludności na skalę masową, znaczące lub bardzo rozległe szkody społeczne i ekonomiczne, przeszkody (polityczne bądź militarne) w udzielaniu i dostarczaniu pomocy humanitarnej oraz zagrożenie bezpieczeństwa pracowników organizacji humanitarnych i wolontariuszy. Pomoc międzynarodowa musi mieć w takich przypadkach charakter wieloaspektowy i dużą skalę.
Kryzysy złożone występują w państwach o ugruntowanej latami niestabilnej sytuacji politycznej i gospodarczej. Niemożność poradzenia sobie ze skutkami katastrof naturalnych nakłada się tam na długoletnie wojny, głód i rozkład gospodarczy. Powoduje to przedłużanie się konfliktów i narastanie kryzysów humanitarnych. W takiej sytuacji powstałe błędne koło nie pozwala do końca ustalić, co jest główna przyczyną, a co skutkiem kryzysu. Długotrwałe wojny osłabiają zdolności władz państwowych lub lokalnych do radzenia sobie lub zapobiegania klęskom naturalnym.
Do państw dotykanych kryzysami złożonymi należą lub należały m.in.: Afganistan, Somalia, Sudan, Etiopia, Czad, Liberia, Angola, Mozambik, Sierra Leone i Kongo.